# Treguaco
Treguaco är en kommun i Chile.   Den ligger i provinsen Itata och regionen Ñuble, i den södra delen av landet, 400 km sydväst om huvudstaden Santiago de Chile.
I omgivningarna runt Treguaco växer i huvudsak städsegrön lövskog. Runt Treguaco är det ganska glesbefolkat, med 38 invånare per kvadratkilometer.